# 한빛원전지역사무소
한빛원전지역사무소(-原電地域事務所)는 한빛원자력발전소의 안전규제를 담당하기 위하여 설립된 대한민국 원자력안전위원회 소속기관으로 한빛원전지역사무소장은 서기관·기술서기관·행정사무관·통계사무관·공업사무관·농업사무관·해양수산사무관·기상사무관·보건사무관·환경사무관·항공사무관·시설사무관·방재안전사무관·전산사무관 또는 방송통신사무관으로 보한다.

## 주요 업무
- 원자로 및 관계시설, 핵연료주기시설, 방사성폐기물의 저장·처리·처분 시설 및 그 부속시설의 현장 안전규제에 관한 사무
- 핵물질 및 원자력시설의 방호 및 방사능방재 현장규제 등에 관한 사무
- 지역 주민 및 지방자치단체와의 소통에 관한 사무
- 원자력안전협의회의 운영
- 그 밖에 지역사무소의 운영에 관한 사항